# Al-Dżijja
Al-Dżijja (arab. ‏الجية‎, Al-Ǧiyya; fr. Jiye, również spotykany zapis: Jiyeh) – miasto w Libanie położone u wybrzeży Morza Śródziemnego, 33 kilometry na południe od Bejrutu. Znajduje się tu stanowisko archeologiczne.

## Archeologia

### Opis stanowiska
Stanowisko w Al-Dżijji zlokalizowane jest nad Morzem Śródziemnym, w pobliżu autostrady łączącej Bejrut i Sajdę (Sydon), zajmuje powierzchnię około 3 ha. Utożsamiane jest z antycznym Porphyreonem. Zidentyfikowano tu dzielnicę mieszkalną z okresu bizantyjskiego, rozległą bazylikę oraz nekropolę położoną kilkaset metrów na północ od odsłoniętej części zabudowy. Osada funkcjonowała również wcześniej, odkryto pozostałości centrum produkcji ceramiki z okresu późnohellenistycznego i wczesnorzymskiego, a pod widocznymi na powierzchni domami także warstwy sięgające epoki brązu i żelaza.

### Historia badań
W 1914 roku George Contenau zlokalizował bazylikę oraz kwartał mieszkalny i nekropolę. Pierwsze badania wykopaliskowe na stanowisku przeprowadził w 1975 roku Roger Saidah z libańskiego Departamentu Starożytności (Direction Générale des Antiquités). Odsłonięto wtedy znaczną część zabudowy mieszkalnej z okresu bizantyjskiego. Prace przerwał wybuch wojny domowej w Libanie. Mozaiki pochodzące z tych wykopalisk znajdują się obecnie w muzeum w Bajt ad-Din. Od 2004 roku badania na stanowisku w Al-Dżijji prowadzi polsko-libańska ekspedycja Centrum Archeologii Śródziemnomorskiej Uniwersytetu Warszawskiego pod kierunkiem prof. Tomasza Waliszewskiego.

### Najnowsze badania archeologiczne
Polsko-libańska ekspedycja archeologiczna CAŚ UW prowadzi badania we współpracy z libańskim Departamentem Starożytności (DGA) oraz Wydziałem Konserwacji i Restauracji Dzieł Sztuki Akademii Sztuk Pięknych w Warszawie. W 2004 roku przeprowadzono badania ratunkowe związane z budową hotelu w miejscu nekropoli. Zadokumentowano groby z okresu rzymskiego i bizantyjskiego, a także dużą ilość hellenistycznych i rzymskich naczyń ceramicznych, zarówno importowanych jak i produkowanych lokalnie. W kolejnych latach prace prowadzone były przede wszystkim na terenie bazyliki oraz dzielnicy mieszkalnej. Sondaże przeprowadzone w bazylice potwierdziły jej użytkowanie w V wieku, mogła jednak powstać wcześniej – w IV wieku. Przebadano znaczną część kwartału mieszkalnego, około stu pomieszczeń datowanych na okres rzymski i bizantyjski. W kilku domach wykonano sondaże, które pozwoliły zidentyfikować warstwy antyczne, a także starsze, z epoki brązu i żelaza. Wydzielono trzy podstawowe fazy funkcjonowania zabudowy mieszkalnej:
1. okres żelaza II (VIII–VII wiek p.n.e.)
2. okres persko-hellenistyczno-rzymski (V wiek p.n.e. – II wiek n.e.)
3. okres późnoantyczny (IV–V wiek n.e.)[6]

Na podstawie analizy zabytków, przede wszystkim monet i ceramiki, można ocenić, że osada została opuszczona w VII wieku.
Na północ od kwartału mieszkalnego, zidentyfikowano centrum produkcji ceramiki oraz pozostałości instalacji do wytwarzania wina. Gospodarka mieszkańców mogła opierać się na handlu produkowanymi lokalnie wyrobami, takimi jak oliwa, wino, naczynia ceramiczne. Uprawiano także rybołówstwo, odkryte zostały akcesoria rybackie – haczyki i obciążniki do sieci.